# Јонас Гар Стјоре
Јонас Гар Стјоре (норв. Jonas Gahr Støre; рођен 25. августа 1960) је норвешки политичар који је 36. премијер Норвешке од 2021. и био је вођа Лабуристичке партије од 2021. године. као министар спољних послова од 2005. до 2012. и као министар здравља и служби неге од 2012. до 2013. Такође је члан Стортинга за Осло од 2009. године. Стјоре је одрастао у Западном Крају Осла и милионер је. Прошао је обуку за поморске официре на Норвешкој поморској академији, а затим је студирао политичке науке на Сциенцес По у Паризу од 1981. до 1985. Првобитно повезан са Конзервативном странком, био је специјални саветник за каријеру и генерални директор у кабинету премијера од 1989. до 1997, служио је под премијерима Јан П. Сисе, Гро Харлем Брунтланд и Торбјерн Јагланд. Постао је познат као штићеник Брунтландове 1990-их, а њено менторство га је инспирисало да постане члан Лабуристичке партије 1995. Године 1998. пратио је Брунтландову у Светску здравствену организацију где је постао њен шеф особља. Стјоре је био државни секретар и шеф кабинета премијера у првој влади Јенса Столтенберга; влада је била инспирисана новим лабуристима и надгледала је најраширенију приватизацију у норвешкој историји. Касније је био генерални секретар Норвешког Црвеног крста од 2003. до 2005. године. Као и његови политички ментори Брундтланд и Столтенберг, Стјоре је повезан са десницом Лабуристичке партије која је повољна за пословање. Када се придружио кабинету 2005. године, доживљавали су га као део групе „руководитеља Западног Краја“ и Столтенбергових поверљивих лица која је представљала помак удесно. Његов мандат министра спољних послова га је ипак учинио најпопуларнијим чланом кабинета. Упркос томе што је Лабуристичка партија добила 1% мање гласова и изгубила једно место, леви центар је освојио већину на норвешким парламентарним изборима 2021. Као лидер највеће странке, Стјоре је био изразити фаворит за улогу премијера. Два дана након оставке Ерне Солберг и њене владе 12. октобра 2021, Стјоре је именовао за премијера краљ Харалд V, предводећи мањинску владу са Партијом центра. Убрзо након што је именована за премијера, Лабуристичка партија је пријавила губитак од 5% својих присталица, јер су многи кривили странку што није довољно подржавала норвешки народ током глобалне енергетске кризе 2021–2022.

## Позадина

### Породица
Рођен у Ослу, Стjoре је син богатог брокера Улфа Јонаса Стјореа (1925–2017) и библиотекарке Уније Гара (1931–2021). Одрастао је у насељу Рис у Вест Енду Ослу.6 Стјоре је мултимилионер, са богатством од око 60.000.000 НОК (приближно 7.100.000 УС$ у 2016. години). Он је власник великог дела породичне компаније Фемстјо. Највећи део породичног богатства потиче од продаје норвешке компаније Јотул 1977. године, коју је водио његов деда по мајци Јоханес Гар.8 Стјореов деда по оцу био је истакнути пословни директор Јонас Хенри Стјоре, извршни директор и председник компаније за производњу експлозива Норск Спрӕнгстофиндустри. Стјореов прадеда Пол Едварт Стјоре био је градоначелник Конзервативне партије и заменик члана норвешког парламента из Левангера, а породица је била имућни фармери у Трøнделагу у 19. веку.9 Стјоре је ожењен Марит Слагсволд, социологом и свештеником у државној цркви Норвешке. Имају три сина, који су похађали Осло Валдорф школу. Стјоре је декларисани хришћанин и члан државне цркве.

### Образовање и ранија карера
Похађао је Бергову школу у Ослу, а затим је прошао обуку за морнаричке официре на Краљевској норвешкој поморској академији. Касније је пет година студирао политичке науке на Сциенцес По у Паризу. Стјоре је накратко био сарадник у настави у Харвардском пројекту преговора на Правном факултету Харварда 1986. године. Од 1986. до 1989. био је истраживач на Норвешкој школи за менаџмент, радећи на пројекту Сценариер 2000 са социологом Андреасом Хомпландом и економистом Питером Нореом.

## Каријера у јавној администрацији
Стјоре је претходно био повезан са Конзервативном партијом, и пријавио се за позицију политичког саветника за спољне послове за странку 1980-их. Понуђен му је посао, али га је касније одбио.18 Године 1989. Стјоре је постао специјални саветник у канцеларији премијера Гро Харлем Брунтланд. Брунтландово менторство инспирисало га је да постане члан Лабуристичке партије 1995. године, када је постао и генерални директор (експедисјонссјеф) у кабинету премијера. Од 1998. године био је извршни директор (шеф особља) Светске здравствене организације под вођством Гро Харлема Брунтландове. Стјоре је био извршни председник истраживачког центра ЕЦОН Анализе од 2002. до 2003. и генерални секретар Норвешког Црвеног крста од 2003. до 2005. године.

## Политичка каријера

### Начелник штаба
Стјоре је био државни секретар и шеф кабинета премијера у првој влади Јенса Столтенберга од 2000. до 2001. Влада је била инспирисана новом лабуристичком агендом Британске Лабуристичке партије и надгледала је најраширенију приватизацију у норвешкој историји.

### Министар иностраних послова
Године 2005. Стјоре је именован за министра иностраних послова у влади Јенса Столтенберга, на тој функцији до 2012. Када се придружио кабинету, доживљавали су га као део групе „руководитеља Вест Енда“ и Столтенбергових повереника која је представљала помак удесно. . Ипак, бројне анкете су показале да је Стјоре био најпопуларнији члан Столтенбергове владе Стјоре је 2006. године изразио забринутост због Либанског рата 2006. године. Стјоре је реакцију Израела назвао „потпуно неприхватљивом“ и назвао је „опасном ескалацијом“, док је такође осудио Хезболахов напад на израелске војнике. Стјоре је критиковао ширење утицаја Г20 као одговор на финансијску кризу 2007–2008, назвавши је „у великој мери без легитимитета“ и упоредивши је са Бечким конгресом.

### Покушаји атентата
Бомбаш самоубица је 14. јануара 2008. погодио хотел Серена у Кабулу, Авганистан, где је Стјоре боравио. Стјоре је остао неповређен у инциденту, у којем је погинуло шест особа, укључујући норвешког новинара Карстена Томасена. Генерални секретар Уједињених нација Бан Ки-Мун је изјавио да је Стјоре био мета напада, али је портпарол талибана одбацио ову тврдњу. Стјоре је отказао остатак своје посете Авганистану дан након напада. Стјоре је 20. јула 2011. био једна од главних мета напада Андерса Беринга Брејвика.

### Министар здравља
Дана 21. септембра 2012, Јенс Столтенберг је започео реконструкцију кабинета и преместио Стереа на чело Министарства здравља и неге. Током исте реконструкције на месту министра иностраних послова наслиједио га је Еспен Барт Еиде. Док је био министар здравља, добио је надимак Хелс-Јонас (Хелт Јонас).

### Члан парламента
На општим изборима 2009. у Норвешкој, Стјоре је изабран у норвешки парламент, Стортингет, који представља Осло. Реизабран је 2013. и 2017. године. Као члан парламента, Стјоре је предложио једну од две добитнице Нобелове награде за мир 2021, Марију Ресу.

### Лидер Лабуристичке партије
14. јуна 2014. изабран је за лидера Лабуристичке партије, наследивши Јенса Столтенберга, који је био именован за генералног секретара НАТО-а. Постао је и лидер опозиције. Стјоре је предводио странку на норвешким парламентарним изборима 2017, али је црвено-зелена коалиција изгубила за четири места потребна за већину од 85 места. Његова странка је критикована да је победу узела здраво за готово. Крајем 2017, неколико жена је навело да се заменик лидера странке Тронд Гиске непримерено понашао према њима. У почетку, Стјоре је изјавио да се Гиске није тако понашао након интерне расправе у вези са тим. Почетком јануара 2018, Гиске је одлучио да поднесе оставку на место заменика лидера као резултат оптужби, а дато је и образложење странке да је прекршио правила сексуалног недоличног понашања. Гискеов наследник, Бјорнар Скјӕран, номинован је 19. марта 2019. Након номинације, Стјоре је похвалио Скјарана, рекавши да ће он бити јасан глас са севера. Стјоре је предводио странку на норвешким парламентарним изборима 2021. године, овог пута обезбедивши црвено-зеленој коалицији већину од 89 места од потребних 85, победивши плаво-плаву коалицију коју предводи актуелна премијерка Ерна Солберг. Преговори пре владе почели су 23. септембра у Хурдалу, након што је Партија центра почела да ради са Партијом социјалистичке левице. Дана 29. септембра, Социјалистичка левица се повукла из преговора, посебно наводећи неслагања око питања као што су нафта и социјална питања. Стјоре је изразио разочарење и рекао да се надао другачијем исходу, али је додао да поштује одлуку странке. Лабуристичка партија и Партија центра почеле су преговоре о влади касније истог дана. Стјоре и Ведум су 8. октобра објавили да ће платформа нове владе бити представљена 13. октобра и да су спремни да формирају владу дан касније, 14. октобра. Након што је Ева Кристин Хансен номинована за кандидата Лабуристичке партије за председника Стортинга, Стјоре је 9. октобра изнео предлог у Стортингу, а гласање за њену потврду догодило се писменим путем. Хансен је потврђен са 160 гласова за и 8 уздржаних.

## Председник владе Норвешке (2021-тренутно)
Стјоре је именован за премијера 14. октобра 2021, након победе његове странке на парламентарним изборима одржаним у септембру. Формирао је мањинску владу, са Лабуристима и Партијом центра.

### Домаће
Након напада на Конгсберг дан пре него што је преузео функцију, Стјоре и министарка правде Емилие Енгер Мел посетили су град дан касније, где су положили цвеће у знак сећања на жртве. Стјоре је рекао да је посета такође имала за циљ да покаже солидарност са народом Конгсберга.[43] Стјоре је 18. октобра одржао декларацију своје владе о уздизању, где су главни делови владине платформе поновљени. Ово је укључивало „борбу против социјалног дампинга и спровођење великог чишћења у норвешком радном веку како би се обезбедила стална, с пуним радним временом позиција са норвешком платом и условима рада“, уклањање општег приступа привременом запошљавању, ограничавање запошљавања, борба везана за посао криминала, и зауставити ослобађање такси индустрије. Када је реч о индустријској политици, Стјоре је прокоментарисао да „да бисмо успели, морамо да обезбедимо да норвешки природни ресурси, укључујући разумно обновљиву енергију, остану конкурентска предност за норвешку индустрију“, истовремено најављујући офанзиву зелене индустрије у којој ће држава учествовати да добије нова индустрија покренута и ради. Што се тиче регионалне политике, Стјоре је рекао да ће влада изнети случај Стортингу да још једном раздвоји Тромс и Финмарк, као и да ће учинити исто за Викена, ако то жели окружно веће. Што се тиче транспорта, Стјоре је навео да ће "цене националних и окружних друмских трајеката бити преполовљене током четворогодишњег периода", а такође је поновио обећање бесплатних трајеката између острва и заједница без путне везе са копном. Ово такође укључује трајектне везе које превозе мање од 100 000 путника годишње.[44] Стјоре је такође најавио да ће његова влада радити на мерама за предузимање мера за смањење повећаних цена електричне енергије, и указао да би то могло да се примени у кратком временском периоду.[45] На седници парламента недељу дана након ступања на дужност, Стјоре је бранио идеју повећања пореза на промет скупљих електричних аутомобила. Он је рекао да би зарађени новац могао да се искористи за изградњу нових станица за пуњење. Он је даље рекао да ће његова влада преузети иницијативу за разговоре са Европском унијом о томе како да ојачају сарадњу у постизању климатских циљева.[46] Лидерка Конзервативне странке Ерна Солберг такође је позвала Стјореа да појасни стратегију своје владе за борбу против КОВИД-19, након недавног пораста броја пријема у болнице. Стјоре је одговорио рекавши да његова влада прати ситуацију са КОВИД-19 и да ће обавестити Стортинг и јавност ако буде потребно. Такође је посебно рекао: „Мора да се догодило нешто од четвртка до данас што даје разлога за забринутост када неко сада жели брифинг од премијера у Стортингу. Такође је рекао да влада није примила ниједну поруку од здравствених власти која би изазвала дубоку забринутост.[47] У интервјуу за Фајненшел тајмс из октобра 2021, Стјоре је рекао да би Норвешка, ако би зауставила своју нафтну индустрију, само допринела даљој борби за постизање климатских циљева. Даље је рекао „требало би да се развијамо ка транзицији, а не да је затварамо“ са фосилних горива на зелену енергију. Стјоре је даље додао да је парадокс да Норвешка, као највећи произвођач нафте у Западној Европи, такође троши значајна средства на улагања у зелену технологију као што су електрични аутомобили, хватање и складиштење угљеника и енергија ветра на мору. Што се тиче нафтног фонда земље, рекао је да је политички, али да су га водили професионалци чији је циљ био да добију много заузврат за прихватљив ризик. Такође је нагласио да је на влади и Стортингу да одреде границе за фонд.[48] Стјоре је 27. октобра најавио смањење накнада за гориво које ће бити имплементирано у државни буџет за 2022. годину, истовремено изражавајући забринутост због повећања трошкова електричне енергије. Он је даље рекао да ће ребаланс буџета бити представљен 8. новембра, додајући: „Такође желимо политику која смањује порезе који погађају обичне људе. И у погледу пореза на гориво и електричну енергију, то ћемо погледати у нашем додатном буџету. " Он је такође истакао да треба ојачати привреду општинама како би могле да понуде боље социјалне услуге.[49] Стјоре је 12. новембра најавио да ће његова влада увести нове националне мере против КОВИД-19. Ове укључене општине добиле би прилику да уграде пасоше за КОВИД-19, свима старијим од 18 година би била понуђена доза вакцине, пооштрена би правила за оне коме је потребно тестирање, а нова правила би важила за невакцинисано здравствено особље. Он је такође навео да влада разматра шире коришћење сертификата о КОВИД-19 и да планирају да следеће године свима старијима од 18 година буде понуђена трећа доза вакцине.[50] Стјоре, министар финансија Тригве Слагсволд Ведум и лидер Социјалистичке левице Аудун Лисбаккен представили су 29. новембра свој поново преговарани државни буџет за 2022. Стјоре га је назвао „добар буџет [који је] постао бољи“. Он је такође поновио да је рекао да је буџет показао да су „нормални људи на реду“. Преговори су првобитно почели 15. новембра, све док лидери странке нису позвани претходног викенда пре представљања буџета.[51] Стјоре, његова влада и здравствени званичници најавили су 2. децембра мере против варијанте САРС-ЦоВ-2 Омицрон. Неке од мера су поновљене из претходних мера КОВИД-19, а посебно да људи треба да држе дистанцу између себе и да носе маске у јавном превозу. Поред тога, мере су захтевале да људи носе маске у тржним центрима и продавницама и док су у контакту са здравственим службама. Штавише, мере су укључивале да се људи не грле или руковају, као и да предузећа раде од куће на начин који не утиче на важне и неопходне услуге.[52] Стјоре је 5. децембра изразио наду да ће смислити план против текуће кризе цена електричне енергије пре Божића. Он је навео и да је решење можда кроз више новца, и нагласио да је та шема морала да функционише и да ће се влада побринути за то. Он је такође додао да је сврха плана да се помогне најугроженијима и да то мора бити урађено на безбедан начин и да се неће односити на све у Норвешкој.[53] Стјоре и његова влада су 7. децембра изнели даље мере против КОВИД-19. Што се тиче нових мера, Стјоре је рекао: „Требало је да се искрено надамо да смо сада завршили са пандемијом короне и да се дуго надамо да би Божић могао да буде као пре и нормалан, али сада је ситуација са инфекцијом и даље толико озбиљна да морамо предузети нове мере“. Он је даље навео да опасност од преоптерећења здравствене службе и ширења омикронске варијанте чине неопходне нове мере. Мере су обухватале: даљину и социјални контакт, слободне активности, школе, вртиће и ваншколске програме, рад и проветравање.[54] Два дана касније, Стјоре није искључио могућност објављивања даљих мера, иако би оне можда могле укључити неколико прилагођавања већ представљених мера.[55] Стјоре је 11. децембра, заједно са Ведумом и министарком нафте и енергетике Мартеом Мјос Персеном, одржао конференцију за штампу на којој су најавили нову безбедносну шему за борбу против растућих цена струје. Шема ће се посебно борити против тржишне цене електричне енергије у просеку, ако она пређе 70 øре по киловат сату за месец дана, држава ће надокнадити половину цене изнад овог нивоа. Такође су најавили да ће шема трајати током децембра и до марта 2022. На конференцији за новинаре, Стјоре је посебно рекао: „Представљамо безбедносну шему која ће задовољити ситуацију коју обични људи доживљавају уз ванредне трошкове електричне енергије.“[56] Стјоре и његова влада су 13. децембра најавили даље мере за борбу против КОВИД-19 и варијанте омикрона. Речено је да се ради о спречавању превеликих капацитета у болницама и заштити друштвено критичних функција. Он је истакао да је ситуација постала критичнија и да су предузете мере да се задржи контрола над пандемијом. Такође је истакао да је важно заштитити децу, младе и угрожене групе, те да ће се те мере приметити у свакодневном животу људи.[57] Почетком јануара 2022. Стјоре је изразио да мере против КОВИД-19 не би требало да буду на снази дуже него што је потребно. Такође је навео да им је циљ био да имају жути ниво дозволе у вишим средњим школама, и да на крају добију зелено уз више тестирања. Он је нагласио да земља није у изолацији, али да има строге мере које су разумљиво имале последице по људе.[58] Стјоре и Ведум су 8. јануара рекли да ће подршка за електричну енергију бити повећана са 55 на 80% најмање до марта. Он је навео да ће се Влада у наредним годинама супротставити електроенергетској кризи ако се она понови, а бранио је и владину шему, рекавши: „Шема је добра, јер нам омогућава да брзо и тачно обештетимо све потрошаче у земљи, директним давањем субвенције на рачун за струју“. Стјоре је додао да влада очекује да ће цене пасти у пролеће, као што то обично бива, и да би слична шема могла бити неопходна уколико цене поново порасту током будућих зима.[59] Влада је 13. јануара најавила укидање неколико мера против КОВИД-19, што је укључивало и неколико измена. Стјоре је упозорио да би могло бити неопходно прилагодити мере како би убудуће биле строже, а да ће нова процена бити извршена почетком фебруара.[60] Стјоре је 20. јануара примио принцезу Ингрид Александру од Норвешке у кабинету премијера, где јој је рекао о раду владе и различитих министарстава.[61] Стјоре и његова влада су 12. фебруара најавили укидање скоро свих мера против КОВИД-19, посебно социјалног дистанцирања и мандата маски. Преостале мере обухватају практиковање добре хигијене руку и кашља, праћење програма вакцинације и да се тестирају на могуће симптоме, између осталог. Стјоре је поновио да пандемија није готова, наводећи тренутну ситуацију усред текућег омикронског таласа.[62] Стјоре је 20. априла упутио извињење куеер заједници, обележавајући 50. годишњицу укидања антихомосексуалног законодавства у Норвешкој. Он је навео: "119 људи је криминализовано и кажњено због свог љубавног живота. Морали су да пролазе кроз суђења, осуде и затворе. Суочени су са јавном срамотом и осудом. Кроз законодавство, али и кроз мрежу санкција, ми као народ и друштво јасно речено да нисмо прихватили куеер љубав. Влада жели да се извини за то."[63] Дана 16. јуна, након гласања Сталног комитета за спољне послове и одбрану о чланству Шведске и Финске у НАТО-у, Стјоре и све опозиционе странке критиковале су Црвену партију због гласања против одобрења, називајући је „неусамљеном“. Стјоре је посебно рекао: „Гледиште Црвене странке даје утисак о основним неусамљеним акцијама“.[64] Почетком августа Стјоре је изјавио да ће његова влада „учинити све што је потребно“ да се избори са ценама струје и додао да је максимална цена једна од неколико мера које се разматрају. Такође је навео да је друга мера ограничавање колико електропривреде могу да плаћају за струју, а такође ниједна мера не би била „неподела позитивна“.

### Спољашње
Стјоре и његова влада најавили су да ће почетком 2022. године послати посматраче на самит о нуклеарној забрани у Бечу. Тиме би Норвешка постала једина земља НАТО-а која ће то учинити. Акцију је посебно похвалио ИЦАН Норваи, а координаторка Тове Видскјолд је рекла да ће Норвешка послати важне сигнале земљама савезницама да је нуклеарно оружје неприхватљиво. Лидер парламента Конзервативне партије Тронд Хелеланд довео је у сумњу ту акцију, рекавши: "Конзервативци су веома скептични према овоме. Норвешка не би требало да има никакву усамљеност у НАТО-у у односу на овај уговор. Претпостављам да нова влада намерава да покаже солидарност са обавезе у чланству у НАТО“. На питање да ли се суочавају са питањем објашњења, Стјоре је рекао: "Не. Када сте посматрач, пратите дискусије које се воде у једној од области у којима се разговара о разоружању. Норвешка има велико искуство у томе да буде покретачка снага у нуклеарном разоружању ."[66] Стјоре се 26. октобра састао са руским министром иностраних послова Сергејем Лавровом. Стјоре је навео да су разговарали о сарадњи на северу и како да се са њом настави. Такође је рекао да су се договорили да имају добар контакт и да раде заједно како би се избегле тензије у Савету безбедности Уједињених нација.[67] Стјоре је присуствовао Конференцији Уједињених нација о климатским променама 2021. у Глазгову, где је одржао говор, рекавши: „Нафтни фонд је највећи светски државни фонд, у који се инвестира широм света. Наш циљ је да га учинимо водећим фондом у одговорним инвестицијама и управљању климатски ризик“. Он је даље рекао да ће фонд заснивати своје власништво на улагањима компанија које се обавежу на нето нулу. Такође је нагласио да је време да се направи корак напред.[68] Стјоре је присуствовао састанку Нордијског савета у Копенхагену 3. новембра. Тамо је посебно изразио да жели да измени односе са Шведском након пандемије КОВИД-19, истовремено бранећи одлуку Норвешке претходне владе о затварању границе током пандемије. Шведски политичари из Хришћанских демократа и Умерене партије критиковали су тај потез назвавши га „пандемијским национализмом“. Стјоре је нагласио да људи носе инфекцију и да се може појавити у низу људи. Такође је навео да је била тешка одлука о затварању граница.[69] Дана 24. новембра, након што су новинари НРК Халвор Екеланд и Локман Гхорбани приведени и пуштени у Катару након 30 сати, Стјоре је критиковао земљу, рекавши: „Хапшење новинара НРК-а у Катару је неприхватљиво. Слободна штампа је кључна за функционисање демократије“ . Катарске власти су тврдиле да су новинари упали у приватну имовину и да су свјесно прекршили обичајно право.[70] Стјоре се 10. децембра састао са јужноафричким председником Сирилом Рамафосом, дигитално. Стјоре је посебно похвалио упозорење земље о варијанти омикрона и њихову отвореност у вези са тим. Он је поруку Рамафосе на састанку описао као "изражавање солидарности и подршке" земљама без покривености вакцином. Такође је имао састанак са генералним директором Светске здравствене организације Тедросом Адханомом Гебрејесусом о пандемији КОВИД-19 уопштено.[71] Након сајбер-напада у Украјини 2022, Стјоре је упозорио „морамо да будемо опрезнији“ и нагласио да и Норвешка мора да буде опрезнија према хибридним нападима и да их сматра претњом по друштво. Рекао је: „Забринут сам што ми као појединци и компаније и институције морамо бити свесни да је то део наше спремности. Он је даље рекао да ће питање сајбер безбедности разматрати нова Комисија за одбрану, коју ће предводити бивши министар правде Кнут Сторбергет.[72] Стјоре је 19. јануара посетио Берлин, где се састао са немачким канцеларом Олафом Шолцом. Они су разговарали о енергетској сарадњи и тренутној ситуацији у Украјини.[73] Након распоређивања руских трупа у источну Украјину, Стјоре је изразио забринутост због ситуације и такође осудио акције Русије. Такође је критиковао говор руског председника Владимира Путина у коме је Русија признала Доњецку и Луганску народну републику као независне земље, као и даље коментаре Сергеја Лаврова.[74] Стјоре и чланови његовог кабинета су 27. фебруара објавили да ће Норвешка замрзнути улагања норвешког државног пензијског фонда у Русији. Такође је покренут процес да се Нафтни фонд временом повуче из земље.[75] Стјоре је 31. марта имао сат времена дуг телефонски разговор са Путином након што је преузео иницијативу да то учини са нордијским и европским савезничким земљама и Сједињеним Државама. Он је разговор описао као „могућност да се дође до“ Путина и позвао га да оконча рат у Украјини. Такође га је позвао да отвори хуманитарне коридоре у Мариупољу и да је за рат потребно решење путем преговора. Стјоре је прокоментарисао противљење турског председника Реџепа Тајипа Ердогана чланству Шведске и Финске у НАТО као „изненађујуће“. Он је даље прокоментарисао Ердоганову тврдњу да је „Скандинавија као кућа за госте терористичких организација“, називајући то „потпуно неоснованом тврдњом“.[77] Дана 29. маја, обележавајући међународну солидарност за Белорусију, норвешко министарство спољних послова је саопштило да ће променити назив земље из Хвитерусланд у Белорусију. Стјоре је о одлуци рекао: „Сматрамо да је исправно променити употребу имена, у знак солидарности са белоруским демократским покретом“.[78] Након што је Врховни суд Сједињених Држава одбацио Рое против Вејда, Стјоре и неколико других норвешких политичара, укључујући министарку културе Анет Третебергстуен и лидерку Конзервативне странке Ерну Солберг, критиковали су одлуку. Стјоре је изјавио: „Ово је озбиљан корак уназад за права жена. Одлука Врховног суда из 1972. помогла је да се осигура право на самоодлучан абортус у Сједињеним Државама. Државе сада могу донети закон који у пракси забрањује абортус или озбиљно ограничава закон, и то ће утицати на жене у тим државама и повећати друштвене неједнакости“. Он је такође навео да ће одлуке донете у Сједињеним Државама утицати на Европу и остатак света, а такође је позвао Норвешку да буде у приправности. Стјоре је 1. јула посетио Кијев, где се састао са украјинским председником Володимиром Зеленским и најавио да ће Норвешка дати 10 милијарди норвешких круна помоћи. Новац би посебно ишао за хуманитарну помоћ, реконструкцију и подршку кључној инфраструктури, као што су школе и болнице. Стјоре је такође посетио рушевине града Јахидне, који је описао као „стицање увида у пакао на земљи“.